# Dmitrij Bulgakov
Dmitrij Vital'evič Bulgakov (in russo Дмитрий Витальевич Булгаков?; Verchnee Gurovo, 20 ottobre 1954) è un generale russo, specializzato nel campo del supporto logistico delle forze armate terrestri russe, nonché generale dell'esercito dal 2011 e insignito nel 2016 del titolo di Eroe della Federazione Russa.

## Biografia
Bulgakov si è arruolato nell'esercito nel 1972 e tra il 1972 e il 1976 ha studiato presso l'Istituto militare Vol’skij di supporto materiale.
Si è laureato presso l'Accademia militare di supporto logistico intitolata a A.V. Chrulëv tra il 1982 e il 1984, ha studiato presso l'Accademia militare dello Stato maggiore generale delle Forze armate della Federazione Russa tra il 1994 e il 1996. Nel 1996 è stato promosso tenente generale.
Dal 1996 al 1997 è stato capo di un magazzino alimentare, capo del dipartimento di stoccaggio, vice comandante di un reggimento separato di comunicazione per la logistica, vice comandante di brigata per la logistica, vice comandante di una divisione di fucilieri motorizzati per la logistica, vice capo della logistica del Distretto militare del Transbajkal e capo dello staff logistico del Distretto militare di Mosca.
Dal 1997 al 2008 è stato Capo di stato maggiore della logistica delle Forze armate della Federazione Russa.
Nel 2002 ha discusso la sua tesi di dottorato Ricerca e condizioni per la formazione di strutture di enti territoriali speciali; il 27 settembre 2007, presso l'Università statale di economia di San Pietroburgo, ha discusso la sua tesi di dottorato Teoria e metodologia della progettazione organizzativa del sistema per la gestione delle retrovie delle forze dell'ordine dello stato.
Il 2 dicembre 2008 è stato nominato Capo della Logistica delle Forze armate e in data 27 luglio 2010 vice ministro della Difesa della Federazione Russa, con supervisione del supporto logistico delle Forze armate russe.
Il 23 febbraio 2011 Bulgakov è stato promosso al grado di generale d'armata con decreto del presidente della Federazione Russa.
Dal 2015 al 2017 Bulgakov è stato responsabile della costruzione della linea ferroviaria Žuravka-Millerovo per aggirare l'Ucraina.
Dall'inizio dell'operazione militare russa in Siria, nel settembre 2015, è stato responsabile del rifornimento delle truppe russe di stanza in Siria.
Nel periodo 2018 ha inaugurato un arsenale della Direzione principale missili e artiglieria del ministero della Difesa della Federazione Russa (GRAU) nei pressi di Toropec con una superficie di circa 5 km².
Nel 2019 ha guidato il gruppo operativo del Ministero della difesa per l'estinzione degli incendi boschivi nel territorio di Krasnojarsk, nell'oblast' di Irkutsk, in Buriazia, nel territorio della Transbajkalia e in Jacuzia.
Il 24 settembre 2022 il ministero della Difesa della Federazione Russa ha comunicato la rimozione di Bulgakov dalla carica di viceministro della Difesa responsabile della logistica, decisione interpretata come una punizione per i fallimenti nell'invasione russa dell'Ucraina, sostituito dal colonnello generale Michail Mizincev.
Il 2 ottobre 2022 il tenente generale Andrej Gurulev, membro del comitato di difesa della Duma di Stato, ha dichiarato che dai centri di accoglienza del personale mancavano 1,5 milioni di uniformi militari destinate al personale mobilitato.
Il 26 luglio 2024 Dmitrij Bulgakov è stato arrestato per corruzione e portato nel centro di detenzione di Lefortovo. Secondo l'accusa Bulgakov, sfruttando la sua posizione di ufficiale, aveva creato un sistema per fornire prodotti di bassa qualità alle truppe russe a costi gonfiati.